# Roy Thomas
Roy Thomas   (Jackson, 22 de novembre de 1940) és un guionista i editor de comic books nord-americà. Va ser el primer a succeir a Stan Lee com a director editorial (editor) de Marvel Comics. És conegut especialment per portar a Conan el Bàrbar al còmic, amb una sèrie d'històries que ampliaven la cronologia establerta pel seu creador (Robert E. Howard) per al personatge, la qual cosa va posar de moda les històries d'espasa i fetilleria en els còmics.
Va heretar de Stan Lee els guions de bona part de les col·leccions de superherois originals de Marvel, realitzant llargues etapes en Avengers (Venjadors) i X-Men, entre d'altres. També és conegut pel seu defensa dels personatges de l'Edat d'or dels comic-books, especialment dels grups de superherois dels anys 1940s Invaders per Marvel i La Societat de la Justícia d'Amèrica i All-Star Squadron per a DC Comics.
Thomas es va incloure al Saló de la fama de Will Eisner el 2011.

## Joventut i inicis professionals
De nen Thomas va ser un gran aficionat als comic books, arribant a guionitzar i dibuixar els seus propis còmics mentre estava a l'escola, que repartia entre amics i familiars. El primer d'ells va ser All-Giant Comics, que, segons els seus records, presentava a personatges com Elephant Giant (Elefant gegant). Es va graduar el 1961 a història i ciències socials, treballant a continuació quatre anys com a professor.
Thomas es va convertir en un dels primers i més actius membres del fandom de l'Edat de Plata dels còmics que començava a organitzar-se a principis dels seixanta, especialment entorn del Dr. Jerry Bails, l'entusiasme del qual pel renaixement dels còmics de superherois durant aquell període el va portar a fundar el fanzine Alter Ego. Thomas, llavors professor de literatura anglesa en un institut d'ensenyament mitjà, va col·laborar amb entusiasme en Alter Ego, succeint a Bails com a editor el 1964. Les seves cartes apareixien amb regularitat en les pàgines dels còmics de Marvel i DC. El 1965, Thomas va anar a Nova York per començar a treballar en DC Comics com a assistent de Mort Weisinger, llavors editor de les sèries de Superman.
Roy Thomas es va convertir aviat en el primer guionista de Marvel en tenir una continuïtat succeint a Stan Lee, després que veterans com Robert Bernstein, Ernie Hart, Leon Lazarus o Don Rico, i nouvinguts com Steve Skeates (contractat dues setmanes abans) o Dennis O'Neil (portat per recomanació de Thomas alguns mesos més tard), no ho aconseguissin.

## Marvel Comics
La seva primera història per a Marvel va ser l'aventura romàntica titulada "Whom Ca I Turn To?" a Millie the Model vol.1 # 44, en la qual, a causa d'un error de producció, van faltar els crèdits i el logo, per la qual cosa no apareixien la major part dels autors. La primera història de superherois de Thomas es va publicar en Tales of Suspense vol.1 # 73, desenvolupant un argument de Stan Lee i la secretària Flo Steinberg. Segons estimacions de Thomas, Lee va reescriure aproximadament la meitat del seu guió.
Entre els primers treballs de Thomas per Marvel estan també Patsy and Hedy vol.1 #104 i #105, i dues històries del Doctor Strange, amb argument de Lee i Steve Ditko, a Strange Tals vol.1 #143 i #144. També es van publicar en aquells dies dues històries escrites prèviament per a Charlton Comics: "The Second Trojan War" a Son of Vulcan # 50 i "The Eye of Horus" a Blue Beetle #54.
Posteriorment, Thomas es va fer càrrec del que seria el seu primer títol regular en Marvel, la col·lecció sobre la segona guerra mundial Sgt. Fury, començant amb Sgt. Fury Vol.1 #29 (data de portada abril de 1966) i arribant fins Sgt. Fury Vol. 1 #41 (abril de 1967), incloent el annual de 1966, Sgt. Fury Annual vol. 1 #2. Va començar també llavors a guionizar el títol de mutants The X-Men, dels quals va fer els números The X-Men vol.1 #20 a The X-Men vol.1 #42 (maig de 1966 a març de 1968) i, finalment, es va fer càrrec dels Venjadors, començant per The Avengers vol.1 # 35 (desembre de 1966), en la qual seguiria fins a mitjans dels anys setanta. La seva etapa en la sèrie estaria marcada per una forta continuïtat, amb històries que anaven des d'allò personal (com el matrimoni dels Pym) fins al còsmic (com amb la guerra Kree-Skrull a The Avengers vol.1 #89 a The Avengers vol .1 #97 de juny de 1971 a març de 1972).
Havent passat ja The X-Men a altres autors, va tornar a The X-Men vol.1 # 56 (maig de 1969), amb la col·lecció a la vora de la cancel·lació. Tot i que els esforços per salvar-la fracassar, ja que el títol es va tancar a The X-Men vol.1 # 66, la col·laboració de Thomas amb el dibuixant Neal Adams fins a The X-Men vol.1 # 63 (desembre de 1969) és recordada com un dels moments creatius més brillants de l'Edat de Plata. El 1971, amb Stan Lee i Gerry Conway, Thomas va crear a Man Thing, i va escriure la primera història del personatge en color, després que Conway i Len Wein presentessin al personatge a la revista en blanc i negre Savage Tales.
Thomas va cocrear molts altres personatges amb artistes de Marvel. Entre ells, Wolverine, Ultron (incluent el metall de ficció, l'adamantium), Carol Danvers, Morbius, el vampir vivent, Luke Cage, Iron Fist, Ghost Rider, Doc Samson, Valkyrie, Brother Voodoo, Werewolf by Night, Killraven i 3-D Man. Thomas també va crear alguns personatges basats en altres ja existents com Vision, Yellowjacket, Black Knight (Dane Whitman), i Adam Warlock a partir de Him.

### Director de col·leccions
El 1972, quan Lee va ser ascendit a editor de Marvel (publisher), Thomas li va succeir com a director de les col·leccions (editor). En aquells dies, Thomas ja havia llançat al mercat Conan the Barbarian, un títol que, tot i que va començar amb molt poques vendes, havia aconseguit l'èxit amb les adaptacions de Thomas d'històries del pulp original de Robert Ervin Howard i altres autors, combinades amb el dibuix de Barry Windsor-Smith. Thomas va escriure centenars d'històries de Conan, repartides entre comic-books a color i revistes en blanc i negre, creant juntament amb Smith a Red Sonja. Va deixar el seu càrrec com a director a l'agost de 1974.
Va continuar fent els guions d'altres títols, incloent Fantastic Four i The Amazing Spider-Man. També va crear noves sèries, com la dels Defenders o l'atípica What If...?, composta per històries on es narrava què hauria passat si algunes de les històries publicades en altres títols s'haguessin produït d'una altra manera. A més, va donar sortida al seu amor pels herois de l'Edat Daurada a The Invaders, una col·lecció de superherois que vivien les seves aventures durant la Segona Guerra Mundial. En aquesta època també va tenir un paper en l'ombra en la creació de la nova Patrulla-X, que aconseguiria finalment l'èxit, i va ser gràcies a ell que Marvel va comprar els drets per adaptar La guerra de les galàxies al còmic, sense els quals, segons Jim Shooter, "haguéssim hagut de tancar "durant la crisi de principis dels vuitanta.
El 1975, Thomas va escriure la primera publicació conjunta entre Marvel i DC Comics: una adaptació de la pel·lícula El màgic d'Oz de 1939 en un format Treasury Edition de 72 pàgines, amb art de John Buscema.

## DC Comics
El 1981, després d'anys fent treballs per lliure per a Marvel, i una disputa amb el llavors editor cap Jim Shooter, Thomas va signar un contracte exclusiu amb DC de 3 anys. Va començar llavors a guionitzar Wonder Woman i, amb el dibuixant Gene Colan, va actualitzar el vestit del personatge. També va crear la sèrie d'espasa i bruixeria Arak, Son of Thunder, i la d'animals antropomòrfics Captain Carrot and his Amazing Zoo Crew.
Thomas es va casar amb la seva segona esposa, Danette Couto, el maig de 1981. Danette va canviar legalment el seu nom per Dann i es convertiria en sòcia de redacció habitual de Thomas. La va acreditar amb la idea original de la sèrie Arak, Son of Thunder dibuixada per Ernie Colón. L'escriptor Gerry Conway també seria un col·laborador freqüent de Thomas.
Thomas va fer realitat el seu somni d'infància de guionitzar la Societat de la Justícia d'Amèrica. Va reviure al grup en el número 193 de la Lliga de la Justícia d'Amèrica, i va escriure històries retroactives en All-Star Squadron, similars a les dels Invaders, situades durant la Segona Guerra Mundial. A més dels coneguts herois de la JSA, Thomas va reviure personatges com Liberty Belle, Johnny Quick, Robotman, Tarántula i Neptune Perkins. També va resoldre els problemes plantejats per l'enrevessada i, sovint, contradictòria continuïtat de la JSA.
Thomas i el dibuixant d'All-Star Squadron, Jerry Ordway, van llançar també una sèrie paral·lela de la JSA, Infinity Inc., ambientada en el present, narrant les aventures dels fills dels components de la JSA. Els personatges van fer el seu debut a All-Star Squadron #25 (setembre 1983) i van llançar la seva pròpia sèrie el març de 1984.

## Retorn a Marvel Comics i altres còmics
El 1985, després d'un segon contracte de 3 anys, i la partida de Shooter, Thomas va tornar a Marvel, guionizant personatges com Doctor Strange, Thor, West Coast Avengers (els Venjadors Costa Oest) i Conan, freqüent en col·laboració amb la seva dona, Dann Thomas, o amb Jean-Marc Lofficier.
Durant els noranta, va començar a treballar menys per a Marvel i DC i més per a editorials independents. Va escriure còmics adaptant sèries de televisió com Xena: Warrior Princess o Hercules: The Legendary Journeys i The X-Files per Topps Comics, la sèrie d'òperes de L'anell dels Nibelungs de Richard Wagner amb dibuixos de Gil Kane, o la novel·la Carmilla. Nuestra Señora de los vampiros i Anthem (1999) en les seves primeres col·laboracions pel mercat espanyol. Va començar a escriure també més per altres mitjans, com la televisió, i va rellançar "Alter Ego", aquesta vegada com a revista.
Amb la minisèrie de quatre números de Marvel Stoker's Dracula (octubre de 2004 - maig de 2005), Thomas i l'artista Dick Giordano van completar una adaptació de la novel·la de Bram Stoker Dràcula, que el duo havia començat 30 anys abans en fragments de 10 a 12 pàgines, començant per la revista de còmics de terror en blanc i negre de Marvel Dracula Lives! nº 5 (març de 1974). Havien completat 76 pàgines, aproximadament un terç de la novel·la, als números 6-8 i 10-11 i Marvel Preview nº 8 ("The Legion of Monsters"), abans que Marvel cancel·lés "Dracula Lives" i, posteriorment, molts dels seus altres blancs i negres.
Des de 2006, viu a Carolina del Sud, i és copresident de la junta de directors de l'ONG per a la indústria del comic-book The Hero Initiative. El gener de 2006 l'editorial Heroic va començar a publicar Anthem, una sèrie de comic books realitzada per Thomas i els dibuixants Daniel Acuña, Jorge Santamaría i Benito Gallego sobre superherois a la Segona Guerra Mundial d'una realitat alternativa, que havia estat començada a publicar ja en els anys noranta per l'editorial espanyola Dude. En aquest any Thomas va fer un número únic sobre Red Sonja, titulat "Red Sonja Monster Island", per Dynamite Comics.
Amb posterioritat, Thomas va tornar a Marvel, per a la qual va adaptar clàssics de la literatura mundial al format còmic, destacant els de L'illa del tresor, Els tres mosqueters, El retrat de Dorian Gray o L'home de la màscara de ferro.

## Darrers anys

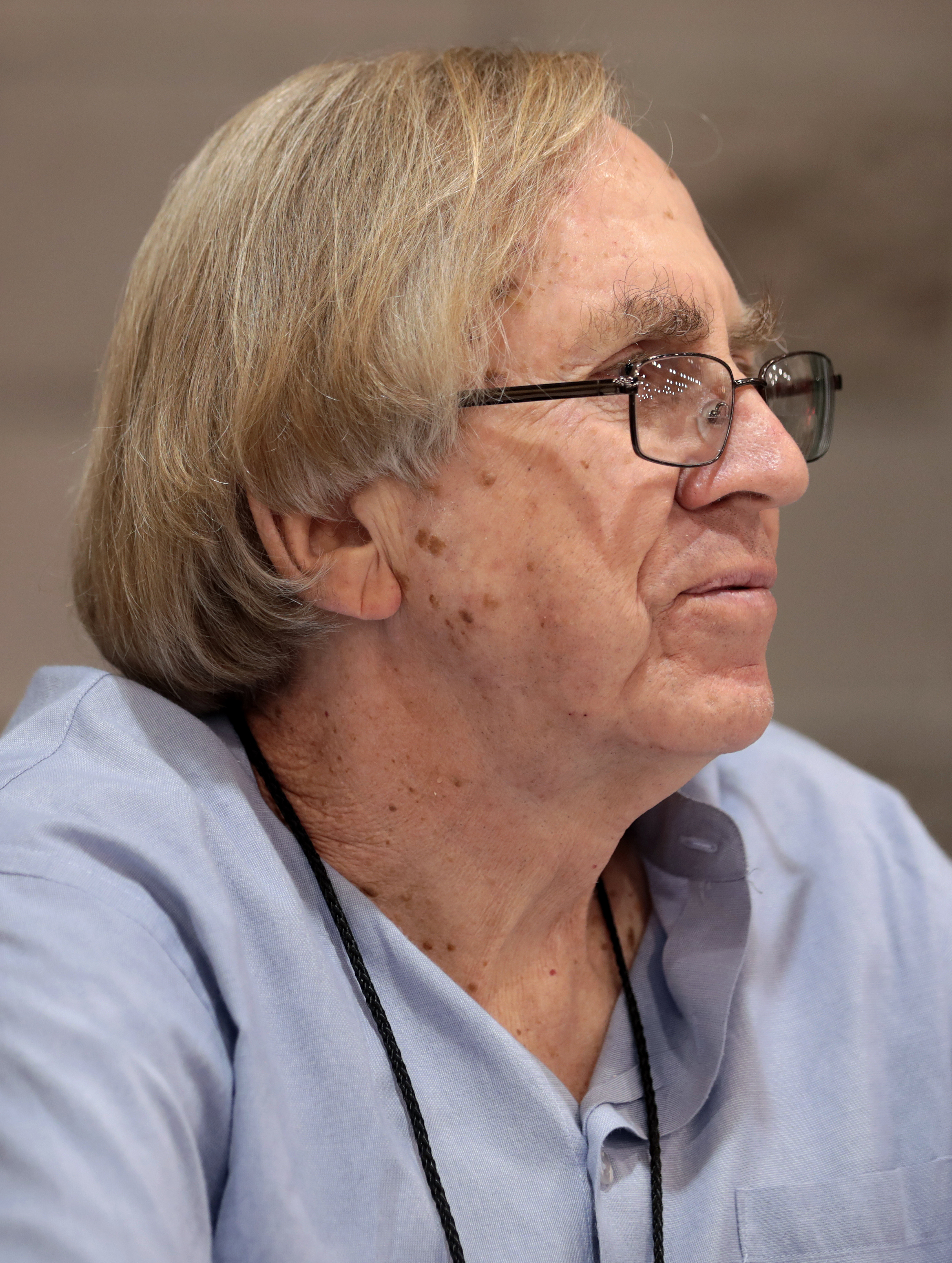
Thomas el maig de 2019.

El 2011, Roy Thomas va escriure el one-shot DC Retroactive: Wonder Woman - The '80s amb art de Rich Buckler. El 2012, Thomas es va associar amb els artistes Mike Hawthorne i Dan Panosian a Dark Horse Conan: The Road of Kings, que va durar 12 números. El 2014, va escriure 75 Years of Marvel: From the Golden Age to the Silver Screen per a Taschen, una història de 700 pàgines de tapa dura de Marvel Comics. l'any següent, va compilar tres volums d'històries de còmics de l'era de la Segona Guerra Mundial amb Batman, Superman i Wonder Woman per a Chartwell Books.
Thomas va fer un cameo com a pres de la presó a la tercera temporada de Marvel's Daredevil, emesa a l'octubre de 2018 a Netflix, i va escriure una entrada al seu blog sobre aquesta experiència.
El 10 de novembre de 2018, Thomas va visitar Stan Lee a casa de Lee a Beverly Hills per discutir sobre el llibre de Thomas "The Stan Lee Story". Lee va dir al gerent de Thomas, John Cimino, "Cuida el meu noi Roy" abans que Lee i Thomas fossin fotografiats junts. Lee va morir menys de 48 hores després.
El 23 de febrer de 2019, Jackson, Missouri, va declarar el Roy Thomas Day. En una cerimònia, se li va concedir la clau de la ciutat.
El 23 de març de 2019 es va publicar la darrera tira còmica de The Amazing Spider-Man. Thomas havia estat des del 2000 l'escriptor no acreditat de la tira signada per Stan Lee.
Thomas va tornar a Marvel Comics el 2019 amb la publicació del one-shot Captain America and The Invaders: Bahamas Triangle dibuixat per Jerry Ordway. També ha escrit una història de dues parts de Savage Sword of Conan amb l'artista Alan Davis.

### Charlton Comics
- Blue Beetle nº54 (1966)
- Charlton Premiere nº1 (1967)
- Romantic Story nº87 (1967)
- Son of Vulcan nº50 (1966)

### Cross Plains Comics
- H.P. Lovecraft's The Return of Cthulhu one-shot (2000)
- Red Sonja: A Death in Scarlet one-shot (1999)
- Robert E. Howard's Myth Maker one-shot (1999)
- Robert E. Howard's Wolfshead one-shot (1999)

### Dark Horse Comics
- Conan: Road of the Kings nº1-12 (2010-2012)
- Cormac Mac Art nº1-4 (1990)
- Kings of the Night nº1-2 (1989)
- Michael Chabon Presents the Amazing Adventures of the Escapist nº3, 5 (2004-2005)
- Robert E. Howard's Ironhand of Almuric nº1 (1991)

### DC Comics
- Action Comics Weekly nº623-626 (1988)
- All Star Comics 80-Page Giant nº1 (1999)
- All-Star Squadron nº1-67, Annual nº1-3 (1981-1987)
- America vs. the Justice Society nº1-4 (1985)
- Arak, Son of Thunder nº1-50, Annual nº1 (1981-1985)
- Atari Force nº1-5 (promo) (1982-1983)
- Batman nº336-338, 340 (1981)
- Captain Carrot and His Amazing Zoo Crew! nº1-11, 16, 18 (1982-1983)
- Crimson Avenger nº1-4 (1988)
- DC Challenge nº9, 12 (1986)
- DC Comics Presents nº31-34, 37, 41, 48-49, Annual nº3 (1981-1984)
- DC Retroactive: Wonder Woman - The '80s nº1 (2011)
- DC Special Series nº26 (1981)
- The Dragonlance Saga GN Vol.1-5 (1987-1991)
- Green Lantern nº138-139 (1981)
- Heroes Against Hunger nº1 (1986)
- History of the DC Universe HC (text article) (1988)
- Infinity, Inc. nº1-53, Annual nº1-2, Special nº1 (1984-1988)
- JLA: The Island of Dr. Moreau nº1 (2002)
- Jonni Thunder a.k.a. Thunderbolt nº1-4 (1985)
- Justice League of America nº193, 207-209, 219-220 (1981-1983)
- Last Days of the Justice Society Special nº1 (1986)
- Legion of Super-Heroes vol. 2 nº277-283 (1981-1982)
- The New Teen Titans nº16 (Captain Carrot preview) (1982)
- The New Teen Titans vol. 2 nº38 (1987)
- The Ring of the Nibelung nº1-4 (1989-1990)
- Secret Origins vol. 2 nº1, 3, 5-9, 11-13, 15-22, 24-26, 28-31, 42, Annual nº1 (1986-1989)
- Shazam!: The New Beginning nº1-4 (1987)
- The Superman Family nº207 (1981)
- Superman's Metropolis nº1 (1996)
- Superman's Pal Jimmy Olsen nº91 (1966)
- Superman: War of the Worlds nº1 (1998)
- Swordquest nº1-3 (1982)
- The Warlord nº48 (Arak, Son of Thunder preview) (1981)
- Wonder Woman nº288-296, 300 (1982-1983)
- World's Finest Comics nº271 (1981)
- Young All-Stars nº1-29, Annual nº1 (1987-1989)

### Don Lawrence Collection
- Storm: De Kronieken van Roodhaar nº1 (2014)

### Dynamite Entertainment
- Red Sonja nº100, nº1973, Giant Size nº1 (2007, 2013)
- Red Sonja: Ballad of the Red Goddess OGN (2019)
- Red Sonja Holiday Special oneshot (2018)
- Red Sonja: Monster Isle oneshot (2006)

### First Comics
- Alter Ego nº1–4 (no confondre'l amb el magazine del mateix nom) (1986)
- Elric: Sailor on the Seas of Fate nº1-7 (1985-1986)
- Elric: The Bane of the Black Sword nº1-6 (1988-1989)
- Elric: The Vanishing Tower nº1-6 (1989-1988)
- Elric: The Weird of the White Wolf nº1-5 (1986-1987)

### Heroic Publishing
- Captain Thunder and Blue Bolt nº1-10 (1987-1988)
- Heroic Spotlight nº10-12, 15-16 (2013-2014)
- Liberty Comics nº6 (2012)
- Roy Thomas' Anthem nº1-5 (2006-2009)

### Millenium Publications
- H. P. Lovecraft's Cthulhu: The Festival nº1-3 (1993-1994)

### Marvel Comics
- Amazing Adventures vol. 2 nº5-6, 8, 18 (1971-1973)
- The Amazing Spider-Man nº101-104 (1971-1972)
- Astonishing Tales nº1-2, 7-8, 10-13 (1970-1972)
- The Avengers nº35-104, 132; Annual nº1-2, 19-20, 22-23; Giant-Size nº1, 3, King-Size Special nº1 (1966-1975, 1991-1994)
- Avengers Spotlight nº37-39 (1990)
- Avengers West Coast nº60-63, 65-101, Annual nº5-8 (1990-1993)
- Avengers: The Ultron Imperative nº1 (2001)
- Black Knight nº1-4 (1990)
- Capità Amèrica nº215, 217, 423, Annual nº9, 11, 13 (1977-1994)
- Captain America: Medusa Effect nº1 (1994)
- Captain Marvel nº1-4, 17-21 (1968-1970)
- The Cat nº1 (1972)
- Chamber of Chills nº3 (1973)
- Chamber of Darkness nº2-5, 7 (1969-1970)
- Conan the Adventurer nº1-14 (1994-1995)
- Conan the Barbarian nº1-115, 240-275; Annual nº2, 4-7; Giant-Size nº1-4 (1970-1982, 1991-1993)
- Conan the Savage nº1-6, 10 (1995-1996)
- Conan: Death Covered in Gold nº1-3 (1999)
- Conan: Flame and the Fiend nº1 (2000)
- Conan: Scarlet Sword nº1-3 (1998-1999)
- Conan: The Lord of the Spiders nº1-3 (1998)
- Conan: The Ravagers Out of Time GN (1992)
- Creatures on the Loose nº10, 16-17 (1971-1972)
- Daredevil nº50-69, 71 (1969-1970)
- Doc Savage nº1 (1972)
- Doctor Strange nº169-178, 180-183 (1968-1969)
- Doctor Strange, Sorcerer Supreme nº5-24, 26-47, 52-56, Annual nº2 (1989-1993)
- Dracula Lives nº1-3, 5-8, 10-11 (1973-1975)
- Epic Illustrated nº2-5, 14, 34 (1980-1986)
- Eternals: The Herod Factor nº1 (1991)
- Fantastic Four nº119, 126-133, 136, 157-179, 181, 303, Annual nº11, 22 (1972-1977, 1987-1989)
- Fantastic Four Unlimited nº1-7, 9-12 (1993-1995)
- Giant-Size Super-Villain Team-Up nº1-2 (1975)
- Haunt of Horror nº1 (1974)
- Hero for Hire nº1 (1972)
- Hulk: Broken Worlds nº1 (2009)
- Impossible Man Summer Vacation Spectacular nº1 (1990)
- The Incredible Hulk vol. 2 nº105-106, 121-145, 147, 158, 172-178 (1968-1974)
- Invaders nº1-9, 11-23, 25-28, 32-36; Annual nº1; Giant-Size nº1 (1975-1979); Giant Size nº2 (2005)
- Invaders vol. 2 nº|1-4 (1993)
- Iron Man nº44, 47; Annual nº11-12 (1972, 1990-1991)
- Iron Man and Sub-Mariner nº1 (1968)
- Journey into Mystery vol. 2 nº1 (1972)
- Kid Colt Outlaw nº127, 136 (1966-1967)
- King Conan nº1-8 (1980-1981)
- Kull the Conqueror/ Kull the Destroyer nº1-3, 11, 16 (1972-1976)
- Legion of Monsters nº1 (Dracula story) (1975)
- Marvel Comics Presents nº44 (1990)
- Marvel Comics Super Special nº2 (1978)
- Marvel Double Feature: Thunderstrike/ Code: Blue (Code: Blue segment) nº13-16 (1994-1995)
- Marvel Feature nº1-4 (1971-1972)
- Marvel Feature vol. 2 nº1, 6-7 (1975-1976)
- Marvel Graphic Novel nº2 (Elric) (1982)
- Marvel Graphic Novel: Conan of the Isles (1989)
- Marvel Graphic Novel: Conan the Rogue (1991)
- Marvel Graphic Novel: Conan: The Horn of Azoth (1990)
- Marvel Illustrated: The Iliad nº1-8 (2008)
- Marvel Illustrated: Kidnapped nº1-5 (2009)
- Marvel Illustrated: The Last of the Mohicans nº1-6 (2007)
- Marvel Illustrated: The Man in the Iron Mask nº1-6 (2007-2008)
- Marvel Illustrated: Moby-Dick nº1-6 (2008)
- Marvel Illustrated: The Picture of Dorian Gray nº1-6 (2008)
- Marvel Illustrated: The Three Musketeers nº1-6 (2008-2009)
- Marvel Illustrated: Treasure Island nº1-6 (2007-2008)
- Marvel Illustrated: The Trojan War nº1-5 (2009)
- Marvel Premiere nº1-2, 15, 29-30, 33-37 (1972-1977)
- Marvel Preview nº1, 9, 19 (1975-1979)
- Marvel Spotlight nº2 (1972)
- Marvel Super Special nº9 (1979)
- Marvel Super-Heroes nº13, 17, 20 (1968-1969)
- Marvel Super-Heroes vol. 2 nº6-7, 12, 14 (1991-1993)
- Marvel Team-Up nº1 (1972)
- Marvel Treasury of Oz Featuring the Marvelous Land of Oz nº1 (1976)
- Marvel Treasury Edition nº23 (Conan) (1979)
- Marvel Two-in-One nº20; Annual nº1 (1976)
- Millie the Model nº135-136 (1966)
- Modeling with Millie nº44-46 (1965-1966)
- Monsters on the Prowl nº16 (1972)
- Monsters Unleashed nº1, 3 (1973)
- Mystic Arcana: Black Knight nº1 (2007)
- Namor, the Sub-Mariner nº42-43; Annual nº1 (1991-1993)
- Nick Fury, Agent of S.H.I.E.L.D. nº4, 6 (1968)
- Nightmask nº6-7, 10-12 (1987)
- Not Brand Echh nº1-5, 7-9, 11-13 (1967-1969)
- Patsy and Hedy nº104-105 (1966)
- Pizzazz (Star Wars comic) nº1-8 (1977-1978)
- Rawhide Kid nº67, 91 (1968-1971)
- Red Sonja nº1-15 (1977-1979)
- Red Sonja vol. 2 nº1-2 (1983)
- Red Wolf nº1 (1972)
- Saga of the Original Human Torch nº1-4 (1990)
- Saga of the Sub-Mariner nº1-12 (1988-1989)
- Savage Sword of Conan nº1-79, 102-104, 106, 190-235 (1974-1984, 1991-1995)
- Savage Tales nº1-5 (1971-1974)
- Secret Defenders nº1-8 (1993)
- Sgt. Fury and his Howling Commandos nº29-41; Annual nº2 (1966-1967)
- Spider-Man/Dr. Strange: The Way to Dusty Death nº1 (1993)
- Spider-Woman nº1-4 (1993-1994)
- Spoof nº1-2 (1970-1972)
- Spitfire and the Troubleshooters nº5 (1987)
- Stan Lee Meets the Thing nº1 (2006)
- Starbrand nº7 (1987)
- Star Wars nº1-10 (1977-1978)
- Stoker's Dracula nº1-4 (2004-2005)
- Strange Tales nº143-144, 150, 153-154, 158-159 (1966-1967)
- Sub-Mariner nº1-40 (1968-1971)
- Submariner Comics 70th Anniversary Special nº1 (2009)
- Supernatural Thrillers nº1, 3 (1972-1973)
- Tales of Suspense nº87 (1967)
- Tales of the Zombie nº1 (1973)
- Tales to Astonish nº93-95, 97-98 (1967)
- Tarzan nº1-14; Annual nº1 (1977-1978)
- Thor nº239-240, 272-278, 280, 283-298, 472-489; Annual nº7-8, 14-15, 17, 19 (1975-1995)
- Timely Comics Presents The Human Torch one-shot (1999)
- Tower of Shadows nº2-3, 5, 9 (1969-1971)
- Two-Gun Kid nº88 (1967)
- Unknown Worlds of Science Fiction nº3, 5-6 (1975)
- Vampire Tales nº1-2, 5 (1973-1974)
- Warlock nº1-2, 6 (1972-1973)
- Western Gunfighters vol. 2 nº1 (1970)
- What If ... ? nº1-2, 4, 6, 13 (1977-1979)
- What If ... ? vol. 2 nº1, 9, 15, 19, 24, 35-39 (1989-1992)
- What If ... ? vol. 9 nº200 (text article) (2011)
- Within Our Reach nº1 (1992)
- Worlds Unknown nº2-3, 5 (1973-1974)
- The X-Men nº20-44, 55-64, 66 (1966-1970)
- X-Men: Black Sun nº3 (2000)
- X-Men: Gold nº1 (2014)

### Marvel Comics/DC Comics
- MGM's Marvelous Wizard of Oz nº1 (1975)

### Topps Comics
- Bombast nº1 (1993)
- Captain Glory nº1 (1993)
- Cadillacs and Dinosaurs nº1-9 (1994)
- The Frankenstein/ Dracula War nº1-3 (1995)
- Hercules: The Legendary Journeys nº1-5 (1996)
- Jack Kirby's Secret City Saga nº0-4 (1993)
- Mary Shelley's Frankenstein nº1-4 (1994-1995)
- Xena: Warrior Princess nº1-2 (1997)
- Xena: Warrior Princess - The Dragon's Teeth nº1-3 (1997-1998)
- Xena: Warrior Princess Vs Callisto nº1-3 (1998)
- Xena: Warrior Princess: Year One nº1 (1997)
- The X-Files: Season One Episodes "Pilot", "Squeeze", "Deep Throat", "Conduit", "Ice", "Space", "Fire", "Beyond the Sea", Shadows" (1997-1998)

## Premis i honors
- 1969: Premi Alley per millor escriptor[40]
- 1971: Premi Shazam per millor escriptor (divisió dramàtica)[41]
- 1971: Premi Goethe per escriptor professional favorit[42]
- 1973: Premi Shazam per millor història individual ("Song of Red Sonja", amb l'artista Barry Smith, a Conan the Barbarian #24)[43]
- 1973: Premi Goethe per escriptor professional favorit
- 1973: Premi Goethe per escriptor professional favorit
- 1974: Premi Shazam per assoliment superior per part d'un individu[44]
- 1974: Premi del Festival del Còmic d'Angulema per millor autor estranger[45]
- 1974: Inkpot Award[46]
- 1974: Comic Fan Art Award per director (editor) professional favorit[42]
- 1975: Comic Fan Art Award per escriptor professional favorit
- 1975: Comic Fan Art Award per director professional favorit
- 1977: Premi Eagle per escriptor de Comic book favoritat[47]
- 1977: Nominació als Premis Eagle: història sencilla favorita per Fantastic Four #176: "Improbable as It May Seem the Impossible Man is Back in Town" amb el dibuixant George Pérez[47]
- 1978: Nominació als Premis Eagle: escriptor favorit[48]
- 1978: Nominació als Premis Eagle: història continuada favorita per Star Wars #1–6 amb George Lucas i Howard Chaykin[48]
- 1979: Nominació als Premis Eagle: Millor escriptor de comic books (US)[49]
- 1979: Nominació als Premis Eagle: Millor història continuada per Thor #272–278 amb John Buscema[49]
- 1980: Roll of Honour als Premis Eagle[50]
- 1985: Nomenat com un dels honorats per DC Comics al 50è anniversari de la companyia a la publicació Fifty Who Made DC Great (cincuanta que van fer gran a DC).[51]
- 1996: Author That We Loved (autor que estimem) als Haxtur Awards[52]
- 2011: Will Eisner Comic Book Hall of Fame[53]
- 2017: Sergio Award de la Comic Art Professional Society (CAPS)[54]